# 南アフリカの人類化石遺跡群

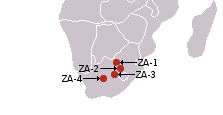
主要発掘地の位置関係（ZA-1 : スタルクフォンテイン、ZA-2 : スワルトクランス、ZA-3 : クロムドライ、ZA-4 : タウング）

南アフリカの人類化石遺跡群（みなみアフリカの じんるいかせき いせきぐん）は、人類の進化の研究において、重要な化石人骨などが出土した遺跡群を対象とする南アフリカ共和国の世界遺産である。1999年にスタルクフォンテイン、スワルトクランス、クロムドライなどを対象として「スタルクフォンテイン、スワルトクランス、クロムドライおよび周辺地域の人類化石遺跡群」の名称でユネスコの世界遺産リストに文化遺産として登録され、2005年にマカパン渓谷、タウング頭蓋化石出土地が追加登録された。現在の名称に変更されたのは2013年のことである。
アウストラロピテクス属が最初に発見された遺跡を含み、アウストラロピテクス・アフリカヌスやパラントロプス・ロブストゥスなど多数の人類化石が発見されている。このため、「人類のゆりかご」（人類発祥の地とも）と名付けられてる。のちにルーシーやセラムの発見に代表されるエチオピアなどでの発掘と研究の進展によって、東アフリカこそ「人類のゆりかご」などといわれるようにもなったが、21世紀に入っても南アフリカでは新種のアウストラロピテクスを含む重要な化石の発見があり、「人類のゆりかご」の地位を再び取り戻すことにつながる可能性を示唆する者もいる。

## 歴史
世界遺産構成資産の登録IDは発見年代順になっていないため、まず背景となる発見の歴史を概括的に扱っておく。なお、この節に登場する太字は世界遺産を構成する化石出土地域などの名前である。
1924年当時、すでにクロマニョン人、ネアンデルタール人などの存在は知られていたが、人類の祖先が南アフリカにいた可能性を想定した者はいなかった。類人猿から人類が進化したのなら、類人猿が生息するような熱帯雨林が見られない南アフリカにいたはずがないと思われていたのである。これはヨーロッパの学者だけの認識ではなく、南アフリカの学者たちも同様であった。
ウィットウォータース大学のレイモンド・ダートは、女学生が示したタウング（当時はベチュアナランド領）で見つかったというヒヒの骨に興味を持ち、同僚のロバート・バーンズ・ヤングを通じて、その石灰石採掘場の所有会社と交渉し、化石を含む岩塊の箱を送ってもらうことができた。ダートはその中から類人猿のものと明らかに異なり、大後頭孔の位置から直立二足歩行をしていたと考えられる未知の生物の頭蓋を発見した。ダートはこれを人類進化のミッシングリンクを埋める可能性のある新種アウストラロピテクス・アフリカヌスの模式標本と位置づけ、その論文を翌年1月までにまとめて『ネイチャー』に投稿し、翌月掲載された。その化石人骨は一般に「タウング・チャイルド」ないし「タウング・ベビー」と呼ばれる。
しかし、当時はまだ、ヨーロッパ人の先祖と信じられた「ピルトダウン人」が支持を集めていた時期であり、ダートの骨は類人猿の骨に過ぎないと過小評価された。ピルトダウン人に比べればはるかに脳容量が小さかったし、イギリスで発見されたと言われていたピルトダウン人に対し、タウング・チャイルドの発見地がアフリカであったことも否定的に判断される原因になった（ピルトダウン人に偽作の疑いが強まり、捏造と判明するのは1950年代のことである）。
そのような手ひどい扱いのせいで、ダート自身は一時期、古人類学から手を引くが、かわりにプレトリアのトランスヴァール博物館に勤務していた古生物学者ロバート・ブルームが発掘にいそしんだ。彼は1936年にスタルクフォンテインで発掘を開始し、アウストラロピテクス・アフリカヌスの化石を発見し、1938年に発掘を始めたクロムドライではパラントロプス・ロブストゥスを発見した。さらに1948年にはスワルトクランスの発掘にも着手し、アウストラロピテクスだけでなくヒト属の化石も発見し、それらが同時代に生息していたことをはじめて示した。
こうした一連の発見に触発されたダートも1947年から発掘を再開し、マカパンスガットでアウストラロピテクスが獣の骨を武器にして争いあい、野蛮な生活を送っていたとする「骨歯角（こっしかく）文化」の痕跡を見つけたと主張していた。彼のこうした主張はまったくの謬見として後に否定されることになるが、マカパンスガットそれ自体は、南アフリカでも最古の部類に属する層を含む化石出土地と認識されている。
1990年代以降もドリモレン、ゴンドリンといった新たな化石出土地域が見つかり、多くの化石人骨が出土している。2008年にはグラディスヴェールに近い石灰石採掘場跡（のちにマラパと命名）で、新種のアウストラロピテクス・セディバが発見され、人類進化の中でどのように位置づけるべきか、議論を呼んでいる。

## 構成資産
世界遺産の構成資産は、1999年に登録された「スタルクフォンテイン、スワルトクランス、クロムドライおよび周辺地域」、2005年に拡大登録された「マカパン渓谷」、「タウング頭蓋化石出土地」の3件に分類されている。

### スタルクフォンテイン、スワルトクランス、クロムドライおよび周辺地域
「スタルクフォンテイン、スワルトクランス、クロムドライおよび周辺地域」（Sterkfontein, Swartkrans, Kromdraai, and Environs ; 世界遺産 ID 915-001） は1999年に登録されたハウテン州クルーガーズドルプの地域で、登録範囲は25000 ha、緩衝地域は28000 haである。

#### スタルクフォンテイン
スタルクフォンテインの洞窟群はヨハネスブルグから北西に約35 kmに位置し、行政府プレトリアからもそれほど遠くない。この洞窟群は1896年に金鉱山の探索者によって発見されたが、それ以来、石灰岩の採掘場になっていた。

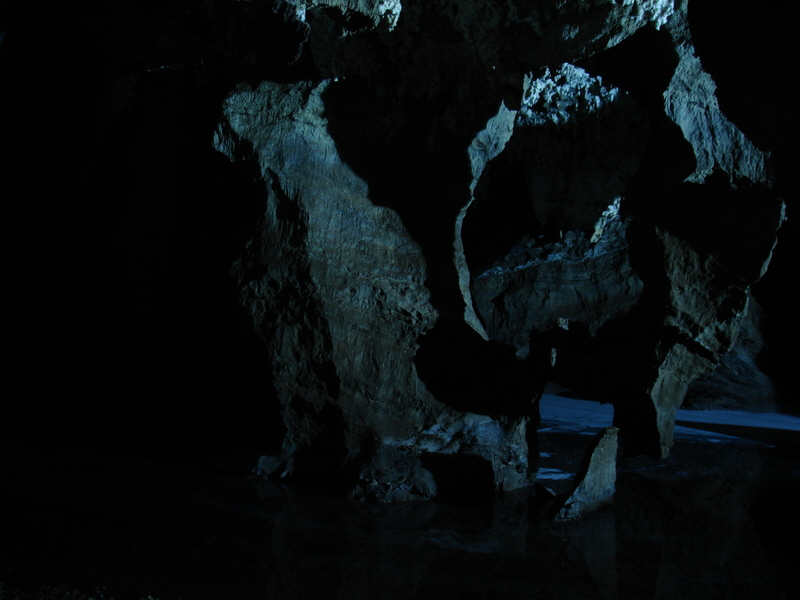
スタルクフォンテイン洞窟内にある地底湖の様子

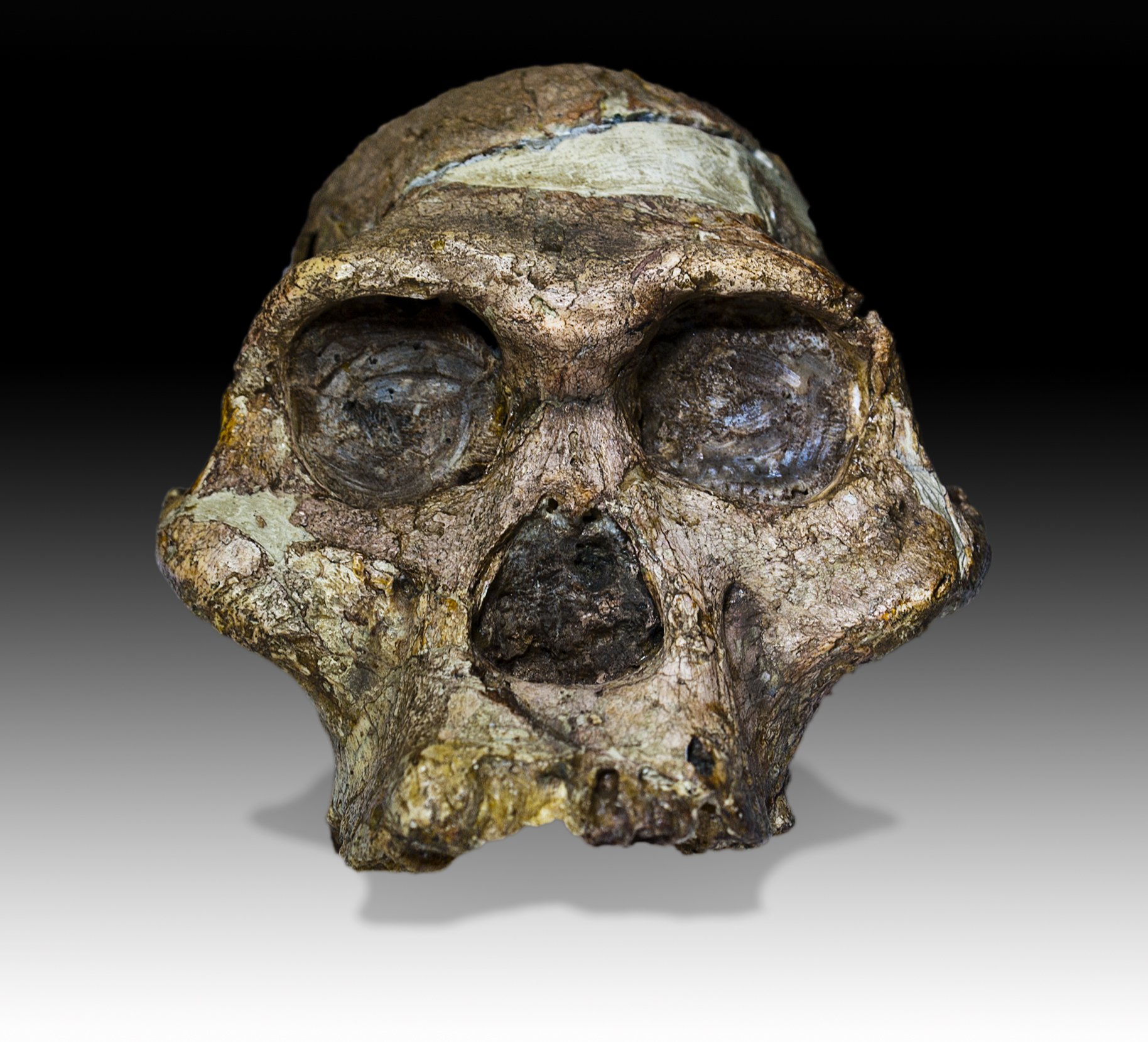
ミセス・プレス

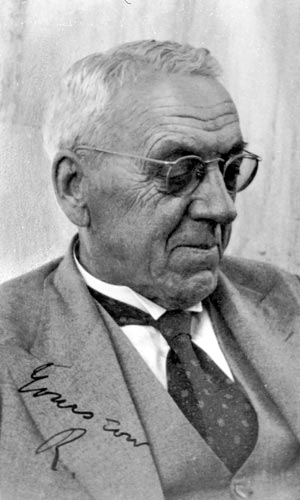
ロバート・ブルーム

レイモンド・ダートによる初のアウストラロピテクス属であるタウング・チャイルドの公表（1925年）は、当時ほとんど受け入れられなかった。しかし、例外的にその意義を認めていた古生物学者ロバート・ブルームは、ダートの研究室に事前連絡なしに押しかけ、ダートには目もくれず、タウング・チャイルドの前でひざまずくという行為に出たという。ブルームは1936年に、その縁で面識のあったダート研究室の学生からスタルクフォンテインで化石が出る（従来から動物の化石が出るという話が知られていた）と聞いて現地を訪れ、石灰石の採掘現場の監督ジョージ・バーローに化石を探しておいてほしいと依頼した。そして再訪した同年8月に渡された化石こそが、アウストラロピテクスの化石断片であった。
スタルクフォンテインでの調査は第二次世界大戦などの影響で一時中断したが、1947年に再開された。このときの調査では、ほぼ完全なアウストラロピテクス・アフリカヌスのメス成体と見られる頭蓋骨化石が発見された。「ミセス・プレス」 (Mrs. Ples)との愛称が与えられたこの化石は、スタルクフォンテインの名を広く知らしめた。ミセス・プレスが発見された時点でブルームは80歳になっており、84歳で没することになる。
その後も、後続の学者たちによってスタルクフォンテインの発掘は続けられ、主に260万年前から150万年前までと見られる層から、670個体分の化石人骨（ほとんどがアウストラロピテクス・アフリカヌス）が出土している。
だが、それら以上に重要なのがリトル・フットの発見である。その全身骨格はルーシー、セラム、トゥルカナ・ボーイなどに匹敵する保存状態のよさを備えていると見られている。ただし、この化石は1997年に発見されたものの、2010年時点でも角礫岩の層からの慎重な取り出し作業が続いており、全身像の復元ができておらず、正確な種の特定にも至っていない。年代も後述する南アフリカの化石出土地特有の複雑な事情があるせいで、古ければ400万年前、新しければ220万年前とかなりの幅がある。取り出し作業が終了した暁には、化石人骨の中で最も多くの部位が残存している標本となることが期待されている。

#### スワルトクランス
スワルトクランスは、スタルクフォンテインから西南西1.2 kmほどの場所にある。

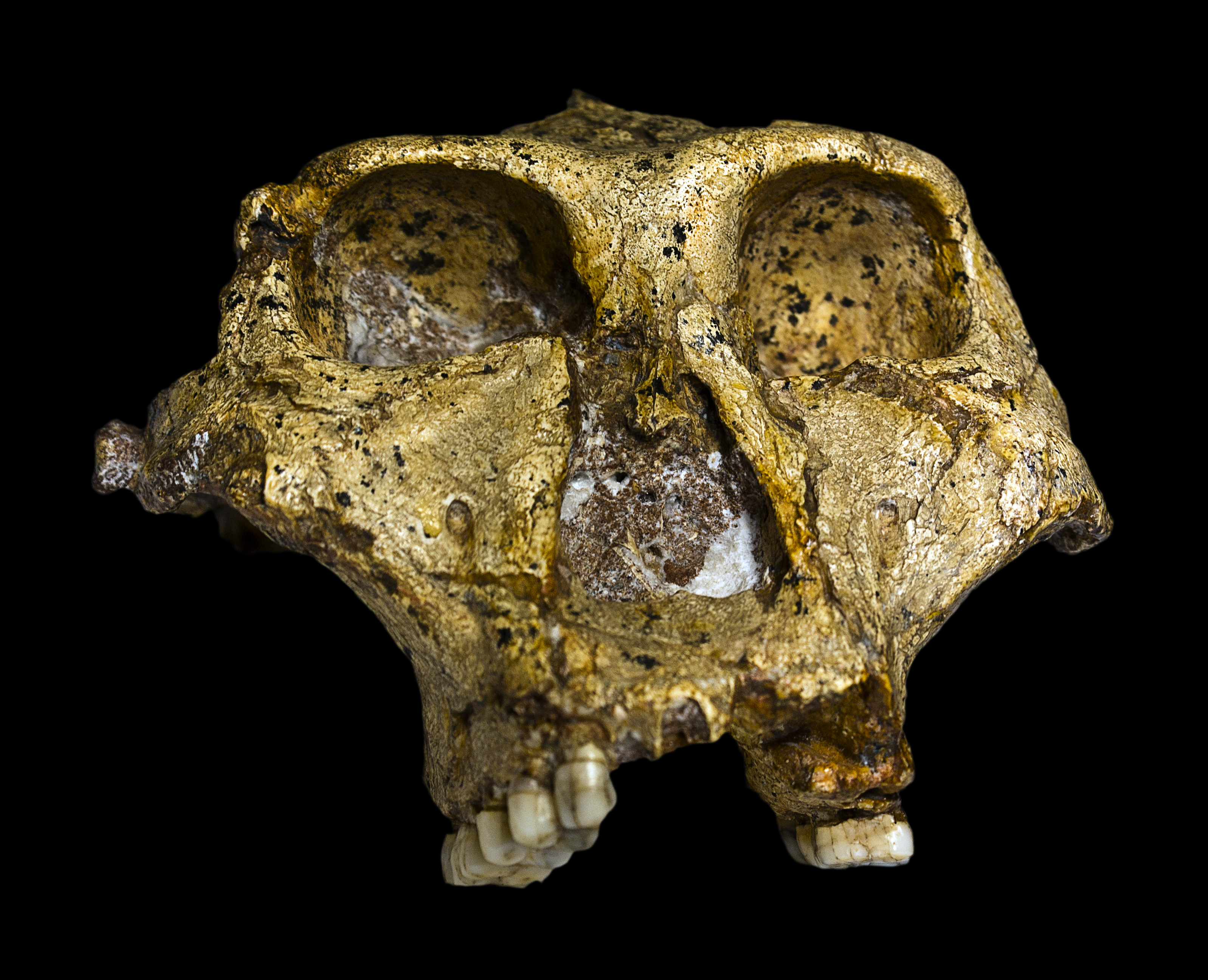
1950年にスワルトクランスで出土したパラントロプス・ロブストゥス（SK48）の頭蓋骨

ロバート・ブルームとその助手ジョン・ロビンソンは1948年11月に、スタルクフォンテインとクロムドライに加えて、スワルトクランスの発掘作業を開始した。まもなく出土した臼歯のついた頑丈な下顎骨について、ブルームは新種とみなして「パラントロプス・クラシデンス」と命名した（現在ではパラントロプス・ロブストゥスと見るのが一般的）。
さらに、1949年にはまったく別種の化石人骨が出土し、ブルームは「テラントロプス・カペンシス」と命名した。これはのちに、ロビンソンによってホモ・エレクトゥスと同定しなおされ、実際、それかホモ・ハビリスと同一視されているが、ヒト属がアウストラロピテクス属と同じ時代に生存していたことが確認された最初の例であった。なお、スワルトクランスの化石は断片的なものばかりで、首から下の骨の出土例はまれである。これに関する研究は、ダートの「骨歯角文化」説（後述）の否定材料のひとつになった。
1951年にブルームが没し、ロビンソンもその出土品群の整理に終われるようになると、スワルトクランスの発掘作業は中断された。1966年に発掘作業を再開したチャールズ・ブレインは、いくつかの重要な業績を上げた。ひとつめは、スワルトクランスの成り立ちを復元し、5層に分類した地層のおおよその年代を特定したことである。彼によれば、スワルトクランス第1層はおよそ180万年前から150万年前、第2層と第3層はおよそ150万年前から100万年前で、第4層と第5層はそれよりも新しい。かなり幅のある推定になるのは、南アフリカの化石出土地帯が石灰岩で、保存状態の良好な化石も出る反面、鍾乳洞の天井崩落やそこに落ち込んだ堆積物の重なりなどが非常に複雑な地層を形成していることが一因である。また、火山が近くにないため、東アフリカの化石出土地帯で一般的な、火山灰をアルゴン - アルゴン法にかけるという信頼性の高い手法も使えない分、狭く絞り込んだ年代推定が難しいのである。
ブレインのもうひとつの業績は、第1層・第2層と違い、第3層には火の使用痕があることを突き止めた点である。彼は第3層から出土する獣の骨に、野火で焼けた場合と異なる例が270点あることを認識し、さらにそれらが、人の手を介さずに死んだ骨だとしたら不自然な形で分布していることを根拠に挙げた。第3層からはヒト属の骨は出土していないが、それより下層でヒト属の出土例があることから、火の管理をしたのはヒト属だったと推測されている。これは、ヒトによる火の使用が確実視できる最古の例である。
なお、スワルトクランスではシロアリを食べるときなどに使ったのではないかと考えられている尖った先端を持つ骨角器も見つかっている。これは、後述するドリモレンでも出土した。

#### クロムドライ
クロムドライはスタルクフォンテインから東北東に1.6kmの位置にある。クロムドライは鍾乳洞としても有名である。

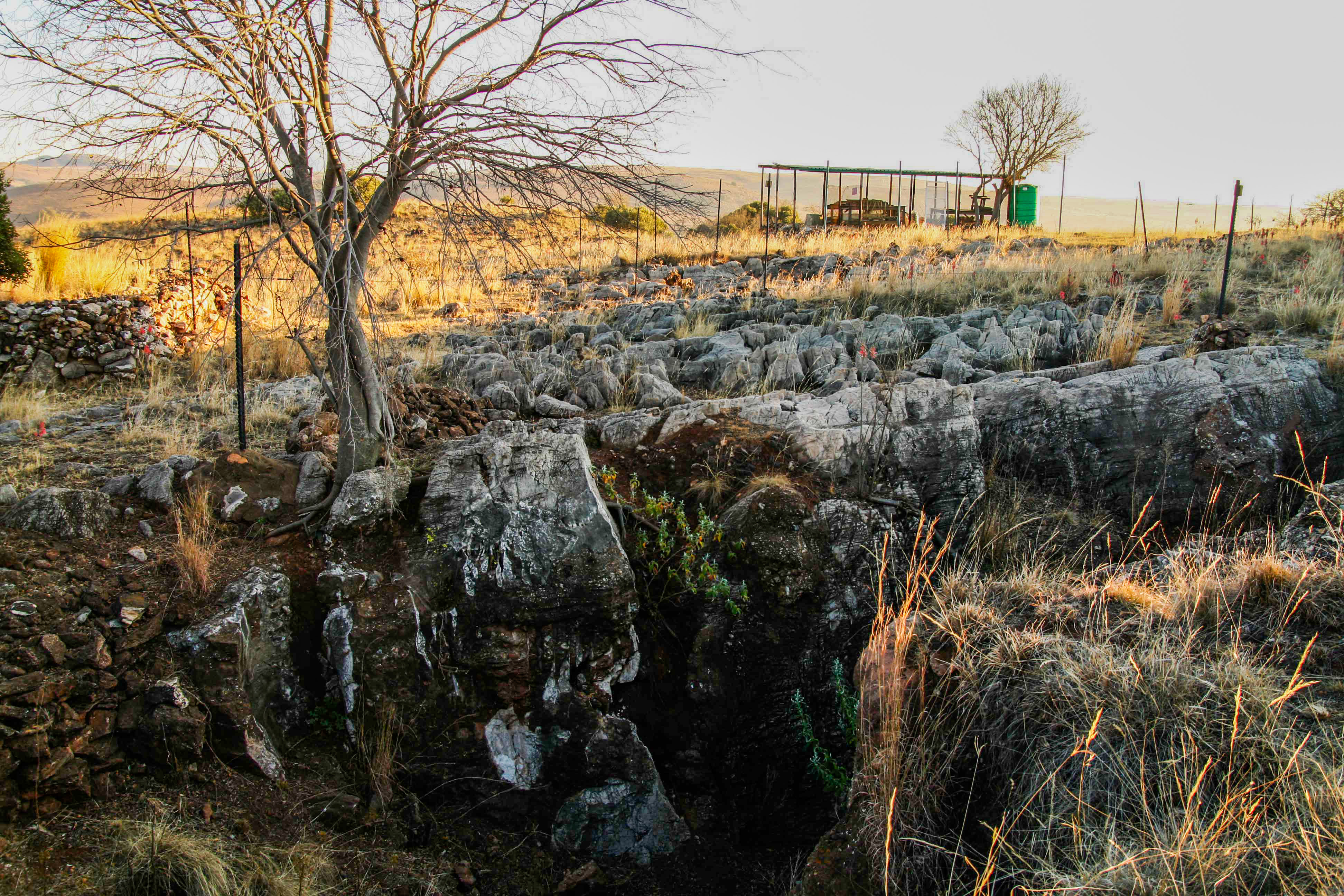
クロムドライ（2007年）

この遺跡の存在は、1938年に知られるようになった。ブルームが前述の現場監督バーローから新しい化石を購入した際、それは地元の小学生がもたらしたものだと聞くと、その小学生ジャール・トゥルブランシュに会いに小学校に赴いた。そして、トゥルブランシュの道案内で、クロムドライの化石出土地域にたどり着いたのである。ブルームはそこで追加発見された断片や、トゥルブランシュが持っていた断片もあわせて復元を行い、それが従来の化石人骨とは別種のものであると判断し、「パラントロプス・ロブストゥス」と命名した。ただし、現在ではアウストラロピテクス・ロブストゥスと分類する論者もいる。いずれにせよ、この種が見つかったのはクロムドライが初めてである。
パラントロプス・ロブストゥスはいわゆる「頑丈型」の猿人で、これらの南アフリカの遺跡群の調査・発見を踏まえて、猿人には頑丈型とアウストラロピテクス・アフリカヌスなどの「華奢型」の2種が存在したことが、1950年代までには明らかになっていた。

#### 周辺地域
1999年の世界遺産登録で「周辺地域」として登録対象となったのは、ドリモレン、ゴンドリン、グラディスヴェールなどである。前二者では1990年代になってパラントロプス・ロブストゥスが相次いで発見された。ドリモレンでは1992年の発見以来、すでに100個体分のパラントロプス属の化石が出土しており、その中にはほぼ完全なメス頭蓋などが含まれている。また、ヒト属の化石も見つかってはいるが、数はかなり少ない。そのため、180万年前から150万年前と推測されるその時期、東アフリカではヒト属が優勢になっていたのに対し、南アフリカで優勢だったのはパラントロプス属の方だったのだろうと考えられている。

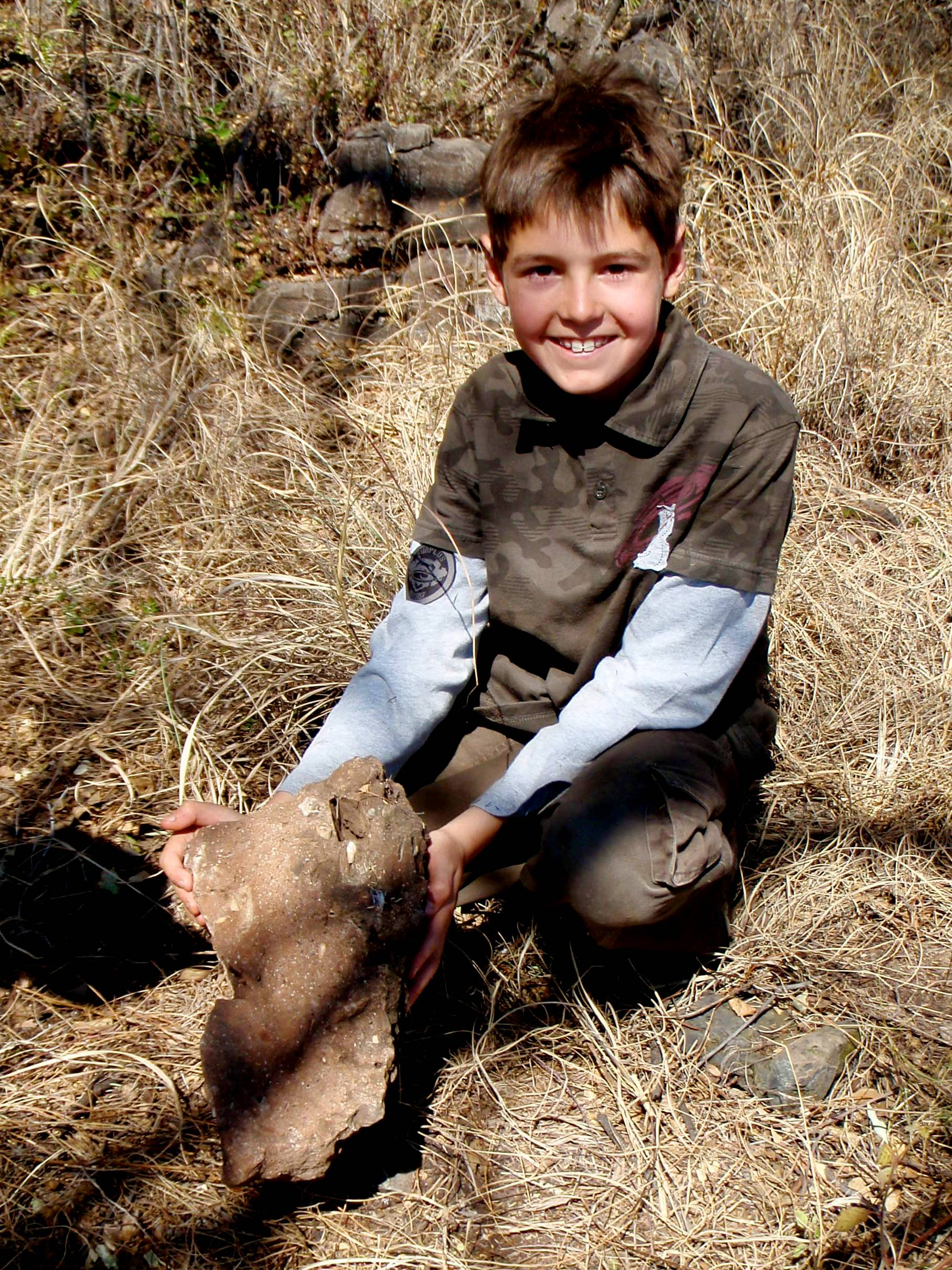
マラパで化石を手にするマシュー・バーガー

グラディスヴェールはスタルクフォンテインから8 km ほどの場所にある遺跡で、1948年には探索が行われていたが、化石人骨の出土は1992年になってのことだった。この地で調査に当たっていた古人類学者リー・バーガーは、アウストラロピテクス・アフリカヌスの断片を見つけるにとどまっていたという。しかし、バーガーは2008年8月にヨハネスブルグからグラディスヴェールに向かう大きな道を数 km 手前で脇に逸れ、グーグル・アースで見当をつけていた近隣の石灰石採掘場跡に赴いた。その場所で彼は9歳の息子マシューとともに、新種の猿人化石を発見した。新種はメスの成体とオスの少年が近接して発見され、親子などの可能性も指摘されている。後にバーガーが「マラパ」（ソト語で「屋敷」の意味）と命名したその遺跡のある一帯も、世界遺産登録範囲内である。
バーガーたちがまとめた調査結果は、『サイエンス』2010年4月8日号に掲載された。バーガーは新種の化石を「アウストラロピテクス・セディバ」（セディバはソト語で「水源」）と命名し、現生人類につながるホモ属の先祖だった可能性があると位置づけた。従来の有力説は、ホモ属の先祖が東アフリカのアウストラロピテクス・アファレンシスの系統に連なり、南アフリカで出土するアウストラロピテクス・アフリカヌスやパラントロプス・ロブストゥスは現生人類からみれば A. アファレンシスから派生した傍系であろうと見なすものであっただけに、バーガーらの主張には、古人類学者の間でも賛否両論がある。ドナルド・ジョハンソンのように好意的な論者がいる一方で、ティム・ホワイトのように強く否定的な論者もおり、諏訪元は、新種が見つかるたびに、人類の系統図が大きく書き換えられると囃し立てるような論調が出ることの不適切さを指摘し、そこまで大きな差異ではないと見なしている。

### マカパン渓谷
マカパン渓谷 (Makapan Valley ; ID 915-002) は、リンポポ州ポトギーテルスルス 近郊に位置し、登録範囲は2220.049561 ha、緩衝地域は55000 haである。2005年に拡大登録された。マカパンスガット、バッファロー洞窟 (Buffalo Cave)、ペッパーコーン洞窟 (Peppercorn's Cave) などの洞窟群が対象である。
このうち特に重要なのがマカパンスガットである。洞穴の名前は19世紀に先住民たちがボーア人と戦った際に、そこに立てこもった3000人の先住民を率いていた指導者マカパンに由来している。この洞窟は、タウング・チャイルドが酷評されて一時、古人類学研究から離れていたレイモンド・ダートが、1947年に発掘調査を再開した場所であり、彼はこの地で発見した化石人骨に「アウストラロピテクス・プロメテウス」という名をつけた。彼は火の使用の痕跡を見出したと考えてその名を与えたのだが、現在ではアウストラロピテクス・アフリカヌスにすぎないものを、マンガンの付着などのせいで誤認したものとされている。
また、ダートはマカパンスガットに散乱していた獣骨の断片を元に、アウストラロピテクスが動物の骨を棍棒やナイフにして使っていた「骨歯角文化」が存在していたと主張し、アメリカ人ジャーナリストロバート・アードレイのベストセラーによって広められた。この仮説では、アウストラロピテクス同士で暴力を振るいあっていたという野蛮なイメージが広められたが、現在ではマカパンスガットでヒトや獣の骨が断片的にしか出土しないのは、ハイエナが持ち込んだ餌食の残りが散らかっていたり、ヒョウが樹上に持ち上げた餌食の一部が穴に落下したりしたためだと考えられている。
「骨歯角文化」という誤謬を広める舞台になったマカパンスガットだが、現在ではその一部の層は南アフリカのなかでは最古の部類に属し、否定的な見解もあるものの、300万年前までさかのぼる可能性も指摘されている。

### タウング頭蓋化石出土地

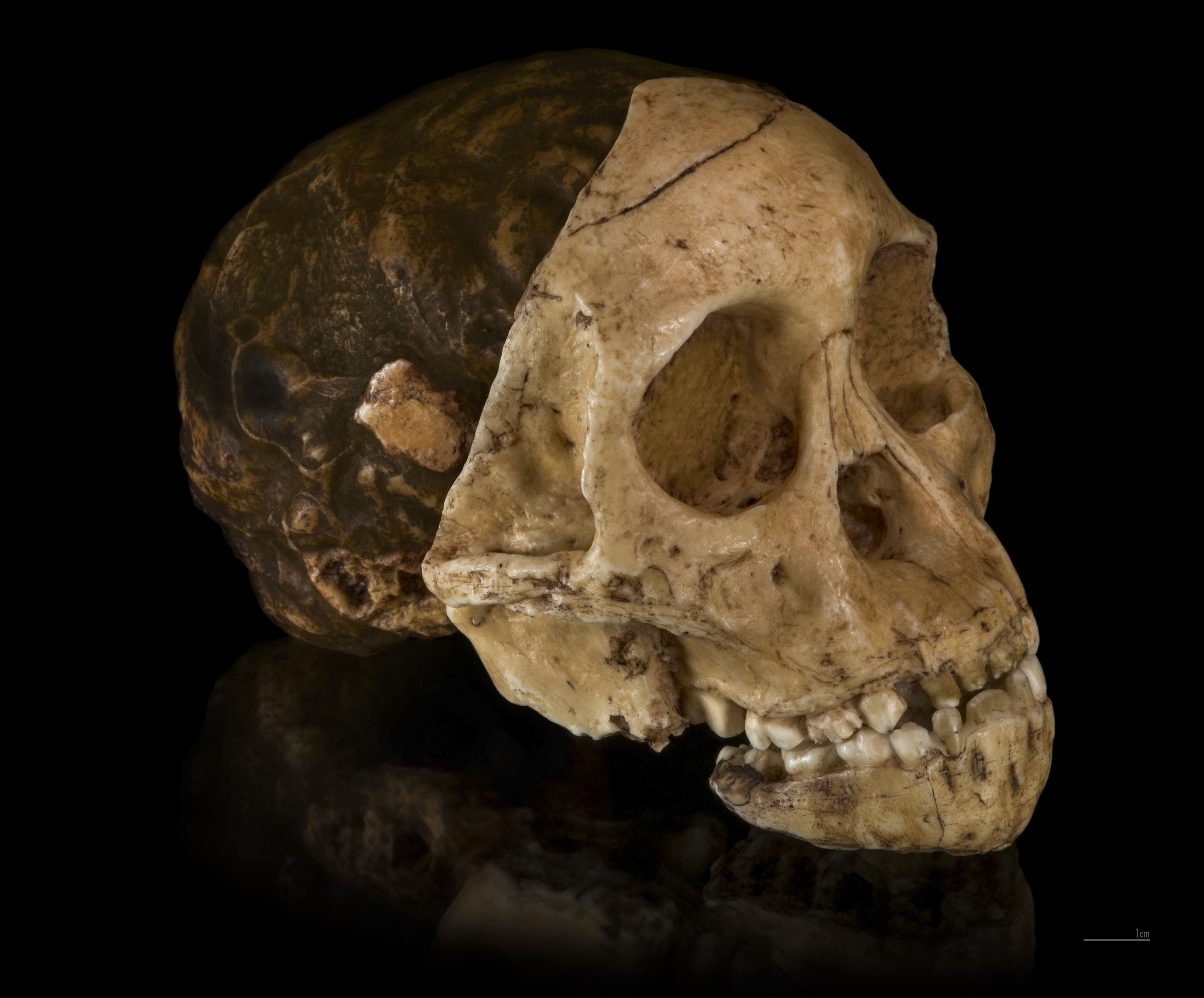
タウング・チャイルド

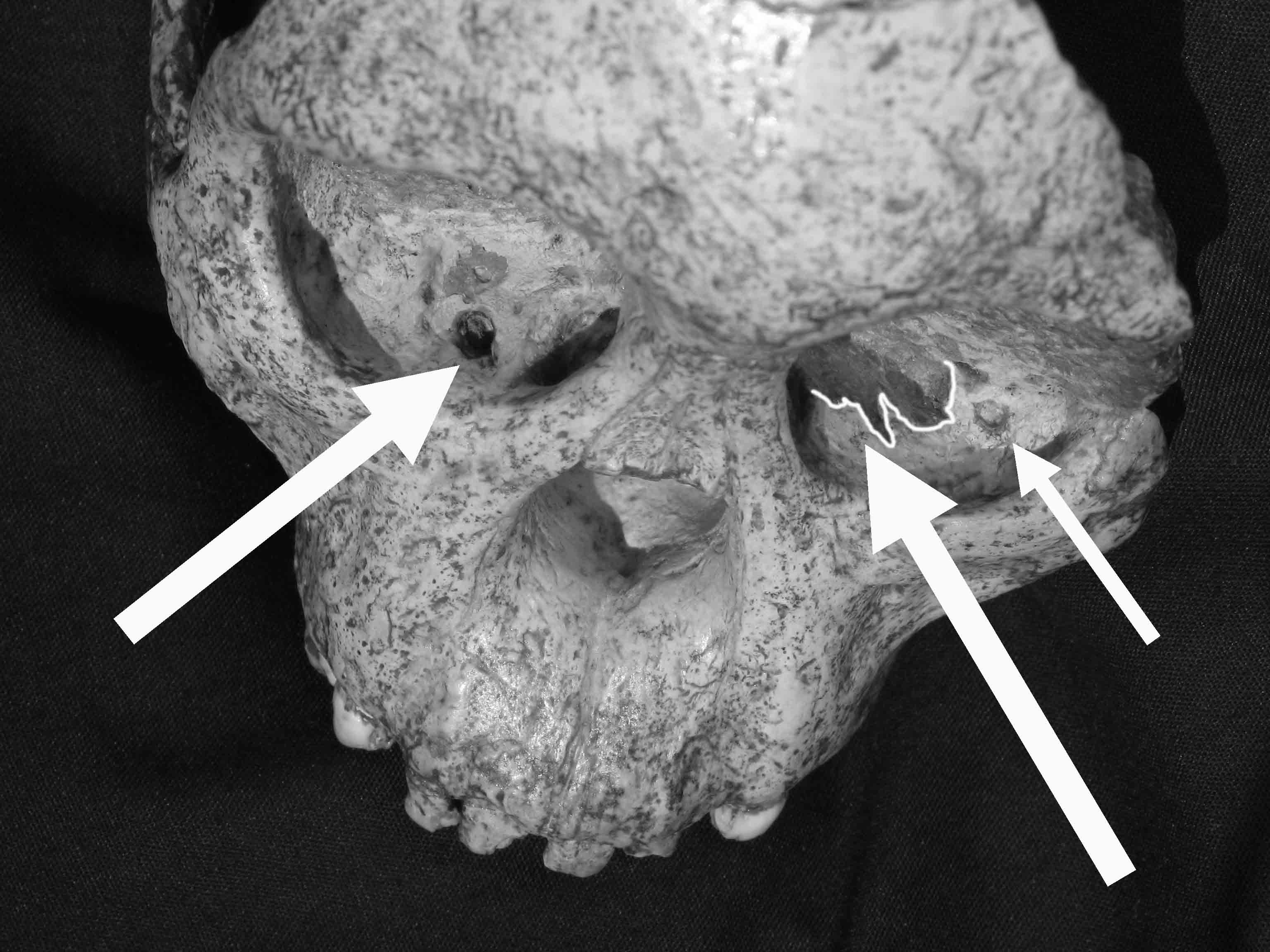
ワシにつけられたと考えられている傷跡

タウング頭蓋化石出土地 (Taung Skull Fossil Site ; ID 915-003) はノース・ウェスト州タウング の遺跡で、登録範囲は158.742905 ha、緩衝地域は3387 haである。マカパン渓谷とともに2005年に拡大登録された。世界遺産に登録されている洞窟はウィットランス洞窟 (Wittrans Cave)、ブラック・アース洞窟 (Black Earth Cave)、エクウス洞窟 (Equus Cave)、パワー・ハウス洞窟 (Power House Cave) の4箇所で、 その中がさらに19地区に分類できる。
レイモンド・ダートがアウストラロピテクス・アフリカヌスの模式標本に指定したタウング・チャイルドの発見地であるが、ダート自身が掘り出したわけでないという発見の経緯から、正確な発掘地がどこだったのか特定されていない。過去の発掘地特定や胴体部分の化石探求の試みはすべて失敗してきた。ただし、2006年になって、胴体が見つからない理由について、新しい仮説が提起された。前出のリー・バーガーはタウング・チャイルドの再検討の中で、いくつもの傷のつき方が、現代の霊長類がワシに捕らわれたときのそれと酷似していることに気づいた。このことからバーガーは、タウング・チャイルドはワシの犠牲になった猿人の頭部だけが、石灰岩地形の割れ目に落ち込んだものだろうと主張した。

## 登録経緯
アパルトヘイト政策がとられていた時代の南アフリカ政府は、概して古人類学の研究に冷淡で、進化論を否定し、公教育の場で扱うことも禁止していたという。しかし、1990年代に入り、アパルトヘイトが廃止されるのにあわせて、「悪魔の仕業」と忌避されていた化石人骨を「国家の誇り」として再評価する動きがおこった。
南アフリカ共和国の世界遺産条約締約は1997年7月のことで、人類化石遺跡群は翌年に推薦された。それに対し、世界遺産委員会の諮問機関である国際記念物遺跡会議(ICOMOS) は1999年に「登録」を勧告し、その年の世界遺産委員会で正式に登録が決議された。1999年は最初に南アフリカ共和国の世界遺産が登録された年であり、ロベン島、グレーター・セント・ルシア湿地公園（現イシマンガリソ湿地公園）とともに南アフリカ初の世界遺産となった。
2004年にはタウングの洞窟群とマカパン渓谷が拡大登録を目指して推薦された。このときもICOMOSは翌年に拡大登録を承認するよう勧告しており、問題なく拡大登録が決まった。その時点で新しい登録名が検討されていたのだが、実際の変更は2013年になってからのことだった。

### 登録名
当初の登録名は Fossil Hominid Sites of Sterkfontein, Swartkrans, Kromdraai, and Environs （英語）、Sites des hominidés fossiles de Sterkfontein, Swartkrans, Kromdraai et les environs （フランス語）であり、これは2005年に拡大登録されたときにも変わらなかった。その日本語訳は、主に地名の表記の点で、文献によってかなりの揺れが存在していた。
- スタークフォンテン、スワートクランズ、クロムドライの人類化石遺跡群及び周辺地域 - 日本ユネスコ協会連盟[71]
  - 日本ユネスコ協会連盟の訳は「スタークフォンテン、スワークランズ、クロムドライおよび周辺地域の人類化石遺跡」[72]、「スタークフォンテイン、スワートクランス、クロムドラーイ及び周辺地域の人類化石遺跡」[73]、「スタークフォンテン、スワートクランズ、クロムドライ及び周辺地域の人類化石遺跡」[74]、「スタークフォンテン、スワートクランズ、クロムドライ及び周辺地域の人類化石遺跡群」[75]と、小刻みな変更を繰り返してきた。
- スタークフォンテン、スワークランズ、クロムドラーイと周辺の人類化石遺跡 - 古田陽久[76]
- スタークフォンテン、スワークランズ、クロムドラーイ及び周辺地域の人類化石遺跡 - 世界遺産なるほど地図帳[77]
- スタークフォンティン、スワートクランズ、クロムドライ及び周辺地域の人類化石遺跡群 - なるほど知図帳[78]
- スタークフォンテン、スワートクランズ、クロムドラーイ及び周辺地域の人類化石遺跡 - 世界遺産アカデミー[79]
  - かつては「スタークフォンテン、スワークランズ、クロムドラーイ及び周辺地域の人類化石遺跡」と訳していた[80]。
- スタークフォンテイン、スワートクランス、クロムドラーイ及び周辺地域の人類化石遺跡 - 地球の歩き方MOOK[81]
- スタークフォンテイン、スワートクランス、クロムドラーイ地区の人類化石遺跡 - ビジュアルワイド世界遺産[82]
- ステルクフォンテーン、スワルトクランス、クロムドライおよび周辺地域の人類化石出土地 - ブリタニカ国際大百科事典[83]
- 南アフリカの人類化石遺跡 - 21世紀世界遺産の旅[84]

上記の『21世紀世界遺産の旅』のように地名を逐一訳さずに要約的に示した文献は例外的なものであったが、2013年には正式名が Fossil Hominid Sites of South Africa （英語）、Sites des hominidés fossils d’Afrique du Sud (フランス語）と改名された。改名後に出された文献での表記例としては以下のものがある。
- 南アフリカ人類化石遺跡群 - 日本ユネスコ協会連盟[85]
- 南アフリカの人類化石遺跡 - 成美堂出版編集部[86]
- 南アフリカの人類化石遺跡群 - 古田陽久[87]

ただし、2013年末に出た世界遺産アカデミーの文献のように、改名後にも旧称を使い続けている文献もある。

### 登録基準
この世界遺産は世界遺産登録基準のうち、以下の条件を満たし、登録された（以下の基準は世界遺産センター公表の登録基準からの翻訳、引用である）。
- (3) 現存するまたは消滅した文化的伝統または文明の、唯一のまたは少なくとも稀な証拠。
- (6) 顕著で普遍的な意義を有する出来事、現存する伝統、思想、信仰または芸術的、文学的作品と直接にまたは明白に関連するもの（この基準は他の基準と組み合わせて用いるのが望ましいと世界遺産委員会は考えている）。

南アフリカ当局は、当初どの推薦基準に該当するのかを明示していなかったが、ICOMOSは基準 (3) と (6) を適用できるとの見解を示し、世界遺産委員会でもその判断が踏襲された。基準 (3) は人類の起源の解明に寄与する重要な遺跡群であることに対して、基準 (6) は人類の進化のかなり早い段階の歴史と密接に結びついていることに対して、それぞれ適用された。